# 민순
민순(閔純, ? ~ 191년) 중국 후한 말의 말의 정치가로, 자는 백전(伯典)이며 기주(冀州) 사람이다.

## 생애
기주목(冀州牧) 한복(韓馥)의 밑에서 별가(別駕)를 지냈다.
초평(初平) 2년(191년), 한복이 원소(袁紹)의 기주(冀州) 입성을 허락하려 하자 장사(長史) 경무(耿武) · 치중(治中) 이력(李歷) · 기도위(騎都尉) 저수(沮授) 등과 함께 이에 반대하였다. 그러나 한복은 이를 듣지 않았고, 원소를 맞았다.
원소가 한복과 면담을 할 때 다른 부하들은 도망을 갔지만, 민순은 경무와 함께 한복의 곁에서 칼을 들고 원소의 병사가 오는 것을 저지하였다. 훗날, 이 일로 원소의 부하 전풍(田豊)에게 암살당하였다.

## 《삼국지연의》의 기록
관순(關純)이라는 이름으로 등장하며, 원소의 입성을 반대했다는 기록은 없고 한복의 명령으로 원소를 입성을 마중하는 것으로 나온다. 이때 경무와 함께 원소를 죽이려고 하나, 원소의 부하 문추(文醜)에게 죽임을 당한다.